# In and Out of Love (Diana Ross & The Supremes)
In and Out of Love è un singolo del gruppo femminile statunitense Diana Ross & The Supremes, pubblicato nel 1967 dalla Motown.
Il brano, inserito nell'album Reflections, è stato scritto dal trio Holland-Dozier-Holland.

## Tracce
- 7"

1. In and Out of Love
2. I Guess I'll Always Love You